# Agnès de Brandebourg (1584-1629)
Agnès de Brandebourg (17 juillet 1584 à Berlin - 26 mars 1629 à l'Amt Neuhaus) est une princesse de Brandebourg par la naissance et par mariage successivement duchesse de Poméranie et de Saxe-Lauenbourg.

## Biographie
Agnès est une membre de la Maison de Hohenzollern, fille de l'électeur Jean II Georges de Brandebourg (1525-1598) de son troisième mariage avec Élisabeth d'Anhalt-Zerbst (1563-1607), fille du prince Joachim-Ernest d'Anhalt (1536-1586).
Le 25 juin 1604 à Berlin, elle épouse son premier mari, le duc Philippe-Julius de Poméranie duc de Poméranie-Wolgast (1584-1625). Le couple réside au château de Wolgast (en). Un folwark à Udars sur l'île de Rügen est nommé en son honneur : Agnisenhof. En 1615, Élisabeth participe, à la demande de son mari, au financement de la monnaie à Franzburg. Après la mort de Philippe Jules, Agnès vit sur son douaire, le district de Barth. Dubslaff Christoph von Eickstedt auf Rothenklempenow, qui a été conseiller à son mari, est son chancelier.
Élisabeth se marie à nouveau le 9 septembre 1628, au château de Barth avec le duc François-Charles de Saxe-Lauenbourg (1594-1660), qui est un général de l'armée impériale. Avec ce second mariage, elle perd ses droits sur Barth. Cependant, François Charles persuade Wallenstein de forcer le duc Bogislaw XIV de lui permettre de garder Barth, jusqu'à sa mort.
Ses deux mariages n'ont pas d'enfant.